# ГЕС Bouldin
ГЕС Bouldin — гідроелектростанція у штаті Алабама (Сполучені Штати Америки). Знаходячись після ГЕС Мітчелл, разом з ГЕС Джордан становить нижній ступінь каскаду на річці Куса, правій твірній річки Алабама (дренує південне завершення Аппалачів та після злиття в Томбігбі впадає до бухти Мобіл на узбережжі Мексиканської затоки). При цьому далі по сточищу, вже на самій Алабамі, працює ГЕС Jones Bluff.
В кінці 1920-х у межах проекту станції Джордан Кусу перекрили бетонною гравітаційною греблею вигнутої форми висотою від тальвегу 27 метрів (від підошви фундаменту — 38 метрів) та довжиною 557 метрів, яка потребувала 297 тис. м3 матеріалу. Вона утримує витягнуте по долині Куси на 29 км водосховище з площею площу поверхні 23,8 км2 та об'ємом 290 млн м3. За чотири десятки років по тому вирішили використати це ж сховище для живлення ще одного гідроенергетичного об'єкту, який би втім для отримання більшого напору використовував дериваційну схему.
Вище від греблі з водосховища Джордан починається прокладена по правобережжю дериваційна траса довжиною до 5 км. Перші 2 км виконані у вигляді каналу шириною 64 метри, тоді як наступна частина — це озерне розширення, що завершується земляною греблею висотою 69 метрів та довжиною 3338 метрів. Загальна площа поверхні каналу та озера становить 3,7 км2.
Пригреблевий машинний зал обладнали трьома турбінами потужністю по 75 МВт — двома пропелерними та однією типу Деріяз.
Відпрацьована вода повертається у річку по відвідному каналу довжиною 8 км та шириною 76 метрів.